# Flowgorithm
Flowgorithm è uno strumento di programmazione grafico che consente agli utenti di scrivere ed eseguire programmi utilizzando diagrammi di flusso. Il programma è progettato per enfatizzare l'algoritmo piuttosto che la sintassi di uno specifico linguaggio di programmazione. Il diagramma di flusso può essere convertito in diversi linguaggi di programmazione principali.
Il software è stato creato presso la Sacramento State University. L'origine del nome è una fusione tra i due termini (in inglese) "diagramma di flusso" e "algoritmo".

## Funzioni e linguaggi di conversione
Flowgorithm può tradurre in modo interattivo i programmi dei diagrammi di flusso in codice sorgente scritto in altri linguaggi di programmazione. Man mano che l'utente passa attraverso il proprio diagramma di flusso, il codice correlato nel programma tradotto viene evidenziato automaticamente. Sono supportati i seguenti linguaggi di programmazione: 

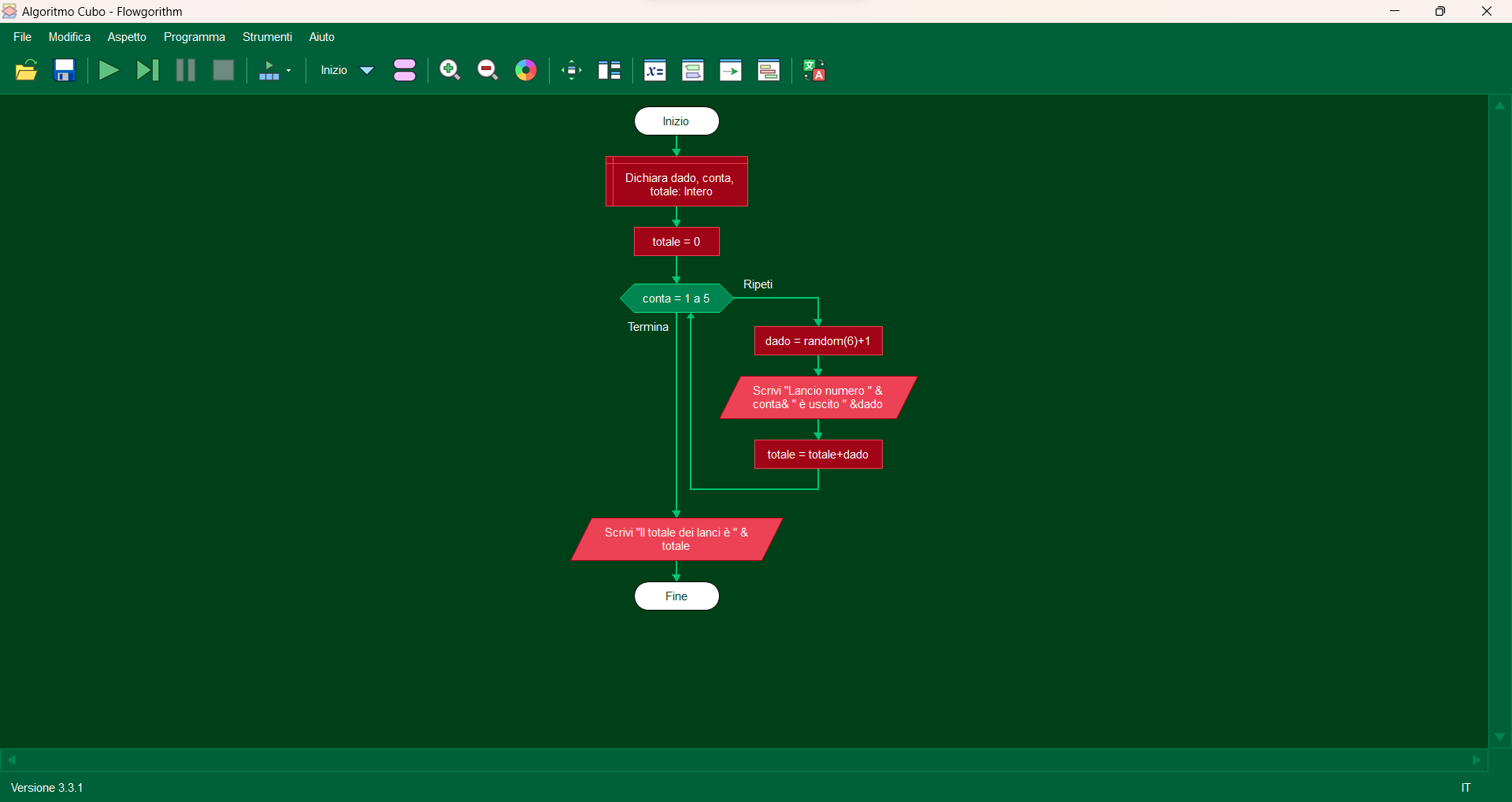
Esempio di algoritmo con funzione random

- C++
- C#
- Delphi
- Java
- JavaScript
- Lua
- Perl
- PHP
- Python
- QBasic
- Ruby
- Swift 2 e 3
- Visual Basic per applicazioni
- Visual Basic .NET

## Grafica

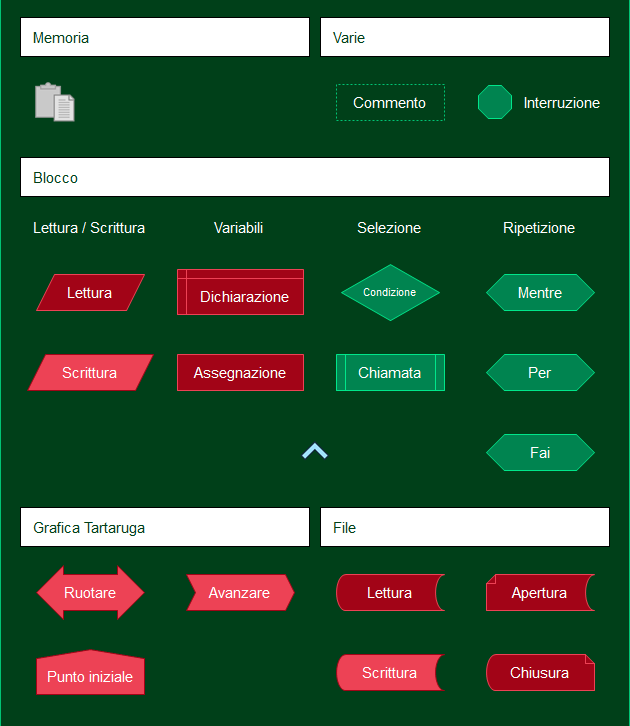
Varie funzioni per l'algoritmo su Flowgorithm

Flowgorithm combina i classici simboli del diagramma di flusso e quelli utilizzati dai diagrammi SDL. Il colore di ogni forma è condiviso dal codice generato associato e dalla finestra della console. I colori possono essere modificati in diversi temi incorporati. A partire dalla versione 2.22.1 Flowgorithm manca di istruzioni break e continue che rendono impossibile creare algoritmi più complessi.

## Lingue supportate
Oltre all'inglese, Flowgorithm supporta altre lingue: arabo, cinese (semplificato e tradizionale), ceco, olandese, francese, galiziano, tedesco, ungherese, indonesiano, italiano, giapponese, mongolo, persiano, polacco, portoghese, russo, sloveno, spagnolo (e relativi dialetti), tailandese, ebraico turco e ucraino.